# Looplamp

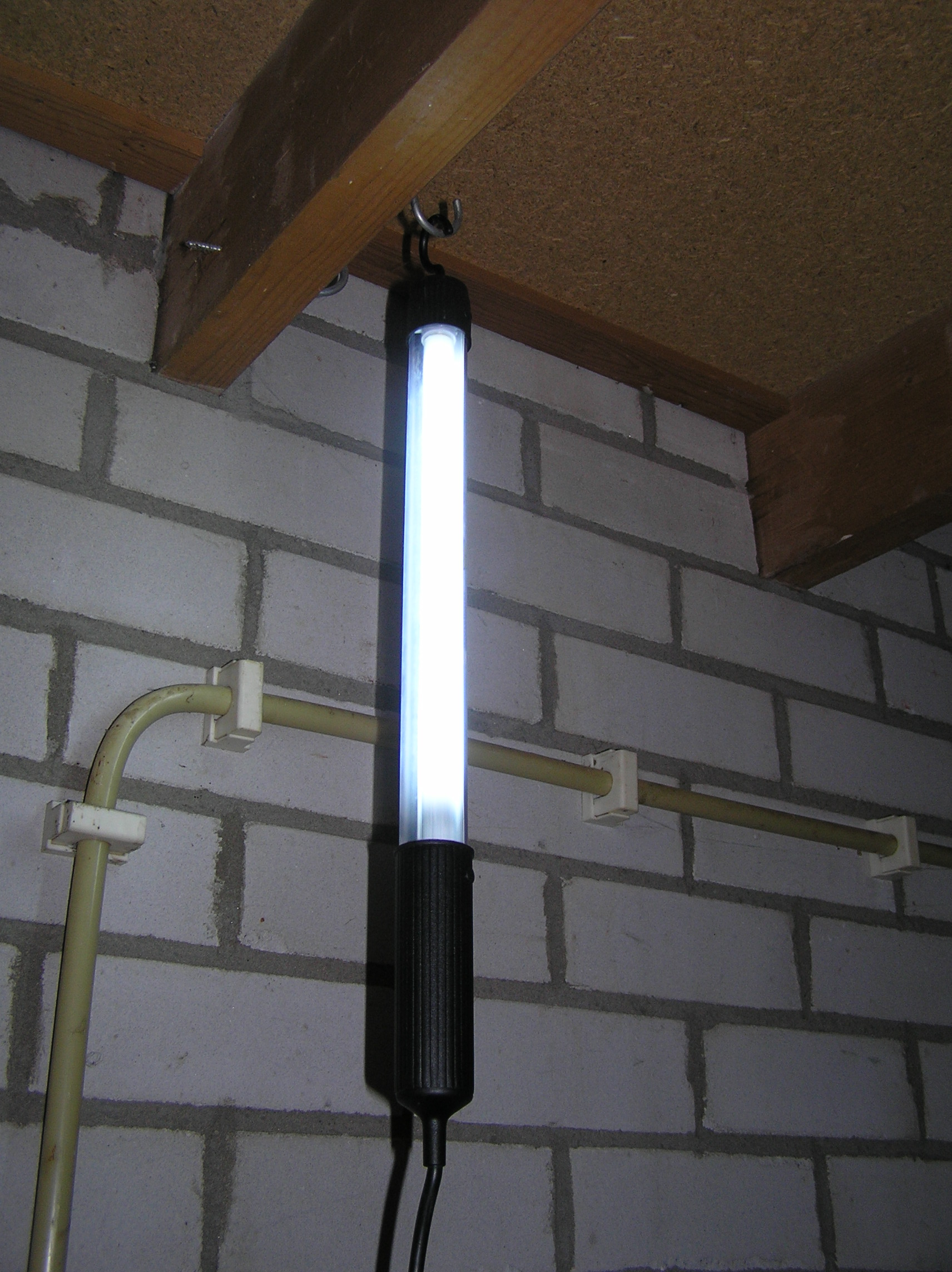
Looplamp die aan een haak is opgehangen

Een looplamp is een lamp die wel via een snoer en een contactdoos met het lichtnet is verbonden, maar die in de hand kan worden meegenomen.  Soms werkt de lamp, uit veiligheidsoverwegingen, op een lagere spanning dan de netspanning. Meestal heeft een looplamp een haakje, zodat hij kan worden opgehangen. Zowel fluorescentielampen als gloeilampen worden in looplampen toegepast. Gewoonlijk is de stralingshoek iets groter dan 180°, de gebruiker houdt de lamp vast met de afgeschermde kant naar zich toe zodat hij niet verblind wordt. 
Een looplamp kan gebruikt worden om in ruimtes zonder vaste verlichting of met allerlei donkere hoeken tijdelijk voor verlichting te zorgen. In garages wordt een looplamp vaak gebruikt om onder een auto waaraan gewerkt wordt verlichting te verzorgen. Er bestaan ook looplampen op batterijen. Deze worden vaak gebruikt door elektriciens als de stroom is uitgevallen.